# Blue Scout I

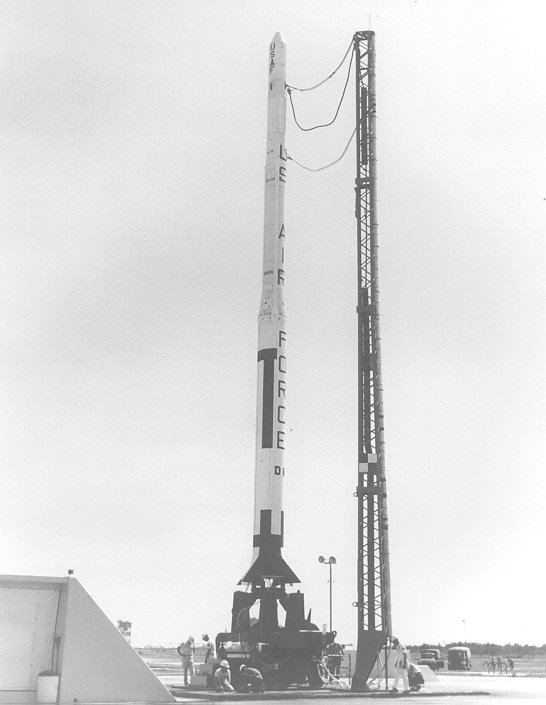
Foguete Blue Scout I

O Blue Scout I -  XRM-89, é um foguete de sondagem da Força Aérea dos Estados Unidos. 
Ele fazia parte da família de foguetes Scout. O programa Blue Scout, era uma variante da Aeronáutica sobre o projeto
do foguete Scout da NASA.
Também conhecido como HETS de (Hyper Environmental Test System) ou sistema 609A, sendo os foguetes, genericamente conhecidos como
Blue Scout. Diferente da NASA, que usava a Ling-Temco-Vought (LTV) como empresa integradora, a USAF preferiu
optar pela Ford Aeronutronics.
Usando combinações de estágios diferentes, a USAF criou algumas configurações específicas, sendo uma delas, o Blue Scout I, de três estágios, que omitia o
quarto estágio Altair do foguete Scout original. Desse modelo, apenas três lançamento foram efetuados: um em 7 de janeiro de 1961 bem sucedido e outros
dois em maio de 1961 e abril de 1962, ambos resultando em falha e encerrando a vida útil desse modelo.